# Coupe du monde de patinage de vitesse sur piste courte 2010-2011
Navigation
Édition précédente Édition suivante
La coupe du monde de Short-track 2010-2011 se déroulera entre le 22 octobre 2010 à Montréal (Canada) et le 15 février 2011 à Dresde (Allemagne). La compétition est organisée par l'Union internationale de patinage.
Les différentes épreuves sont le 500 mètres, 1 000 mètres, 1 500 mètres et le relais par équipes chez les hommes et chez les femmes.
Cette compétition est composée de 6 manches. Les différentes villes qui accueillent l'évènement sont par ordre chronologique Montréal et Québec (Canada), Changchun et Shanghai (Chine), Moscou (Russie), puis Dresde (Allemagne).

## Déroulement de la saison
La première et deuxième manches de la coupe du monde sont marquées par l'absence des patineurs sud-coréens en raison d'une réorganisation de leurs sélections après une controverse et des accusations de tricherie au sein de leurs rangs.

## Résultats

### Hommes

#### MontréalCanada
| Date            | Distance       | Gagnant            | Second         | Troisième          |
| 24 octobre 2010 | 500 m          | Charles Hamelin    | Simon Cho      | Liang Wenhao       |
| 23 octobre 2010 | 1 000 m        | Thibaut Fauconnet  | Michael Gilday | Travis Jayner      |
| 23 octobre 2010 | 1 500 m        | Jeff Simon         | Simon Cho      | Guillaume Bastille |
| 24 octobre 2010 | 1 500 m        | Guillaume Bastille | Travis Jayner  | Maxime Chataignier |
| 24 octobre 2010 | 5 000 m relais | Canada             | France         | États-Unis         |

#### QuébecCanada
| Date            | Distance       | Gagnant                 | Second          | Troisième          |
| 31 octobre 2010 | 500 m          | François-Louis Tremblay | Liang Wenhao    | François Hamelin   |
| 30 octobre 2010 | 1 000 m        | Thibaut Fauconnet       | Yu Yongjun      | Anthony Lobello    |
| 31 octobre 2010 | 1 000 m        | Charles Hamelin         | Travis Jayner   | Guillaume Bastille |
| 30 octobre 2010 | 1 500 m        | Michael Gilday          | Nicola Rodigari | Maxime Chataignier |
| 31 octobre 2010 | 5 000 m relais | Canada                  | États-Unis      | Italie             |

#### ChangchunChine
| Date            | Distance       | Gagnant          | Second            | Troisième          |
| 4 décembre 2010 | 500 m          | Han Jialiang     | Thibaut Fauconnet | Ryan Bedford       |
| 5 décembre 2010 | 500 m          | Semen Elistratov | Remi Beaulieu     | Ryosuke Sakazume   |
| 5 décembre 2010 | 1 000 m        | Kim Byeong-jun   | Thibaut Fauconnet | Maxime Chataignier |
| 4 décembre 2010 | 1 500 m        | Lee Ho-suk       | Liu Xianwei       | Jeff Simon         |
| 5 décembre 2010 | 5 000 m relais | Canada           | États-Unis        | Russie             |

#### ShanghaiChine
| Date             | Distance       | Gagnant       | Second            | Troisième          |
| 12 décembre 2010 | 500 m          | Sung Si-bak   | Thibaut Fauconnet | Lee Ho-suk         |
| 11 décembre 2010 | 1 000 m        | Noh Jinkyu    | Sjinkie Knegt     | Lee Ho-suk         |
| 11 décembre 2010 | 1 500 m        | Kim Cheol-min | Song Weilong      | Maxime Chataignier |
| 12 décembre 2010 | 1 500 m        | Noh Jinkyu    | Yuzo Takamido     | Olivier Jean       |
| 12 décembre 2010 | 5 000 m relais | Corée du Sud  | Canada            | Pays-Bas           |

#### MoscouRussie
| Date            | Distance       | Gagnant        | Second            | Troisième          |
| 13 février 2011 | 500 m          | Simon Cho      | Paul Stanley      | Freek van der Wart |
| 12 février 2011 | 1 000 m        | Kim Byeong-jun | François Hamelin  | Liang Wenhao       |
| 13 février 2011 | 1 000 m        | Noh Jinkyu     | Thibaut Fauconnet | Travis Jayner      |
| 12 février 2011 | 1 500 m        | Noh Jinkyu     | Travis Jayner     | Michael Gilday     |
| 13 février 2011 | 5 000 m relais | Pays-Bas       | France            | Canada             |

#### DresdeAllemagne
| Date            | Distance       | Gagnant           | Second             | Troisième         |
| 19 février 2011 | 500 m          | Thibaut Fauconnet | Simon Cho          | Travis Jayner     |
| 20 février 2011 | 500 m          | Simon Cho         | Liang Wenhao       | Thibaut Fauconnet |
| 20 février 2011 | 1 000 m        | Song Weilong      | Guillaume Bastille | Jinkyu Noh        |
| 19 février 2011 | 1 500 m        | Liu Xianwei       | Lee Ho-suk         | Michael Gilday    |
| 20 février 2011 | 5 000 m relais | Allemagne         | Corée du Sud       | Canada            |

### Femmes

#### MontréalCanada
| Date            | Distance       | Gagnant            | Second             | Troisième       |
| 24 octobre 2010 | 500 m          | Marianne St-Gelais | Arianna Fontana    | Valerie Lambert |
| 23 octobre 2010 | 1 000 m        | Katherine Reutter  | Marianne St-Gelais | Liu Qiuhong     |
| 23 octobre 2010 | 1 500 m        | Lana Gehring       | Zhou Yang          | Valerie Maltais |
| 24 octobre 2010 | 1 500 m        | Katherine Reutter  | Marie-Eve Drolet   | Zhou Yang       |
| 24 octobre 2010 | 3 000 m relais | Chine              | États-Unis         | Canada          |

#### QuébecCanada
| Date            | Distance       | Gagnant            | Second            | Troisième          |
| 31 octobre 2010 | 500 m          | Marianne St-Gelais | Arianna Fontana   | Fan Kexin          |
| 30 octobre 2010 | 1 000 m        | Lana Gehring       | Arianna Fontana   | Marianne St-Gelais |
| 31 octobre 2010 | 1 000 m        | Zhou Yang          | Katherine Reutter | Elise Christie     |
| 30 octobre 2010 | 1 500 m        | Zhou Yang          | Katherine Reutter | Biba Sakurai       |
| 31 octobre 2010 | 3 000 m relais | Chine              | Canada            | États-Unis         |

#### ChangchunChine
| Date            | Distance       | Gagnant           | Second           | Troisième    |
| 4 décembre 2010 | 500 m          | Zhao Nannan       | Liu Qiuhong      | Fan Kexin    |
| 5 décembre 2010 | 500 m          | Zhao Nannan       | Fan Kexin        | Kim Dam Min  |
| 5 décembre 2010 | 1 000 m        | Yang Shin-young   | Marie-Eve Drolet | Zhou Yang    |
| 4 décembre 2010 | 1 500 m        | Katherine Reutter | Cho Ha-ri        | Biba Sakurai |
| 5 décembre 2010 | 3 000 m relais | Corée du Sud      | Chine            | Pays-Bas     |

#### ShanghaiChine
| Date             | Distance       | Gagnant         | Second        | Troisième     |
| 12 décembre 2010 | 500 m          | Zhao Nannan     | Liu Qiuhong   | Jessica Gregg |
| 11 décembre 2010 | 1 000 m        | Cho Ha-ri       | Zhou Yang     | Liu Qiuhong   |
| 11 décembre 2010 | 1 500 m        | Yang Shin-young | Hwang Hyunsun | Kim Dam Min   |
| 12 décembre 2010 | 1 500 m        | Cho Ha-ri       | Park Seung-hi | Zhou Yang     |
| 12 décembre 2010 | 3 000 m relais | Chine           | Corée du Sud  | Italie        |

#### MoscouRussie
| Date            | Distance       | Gagnant            | Second        | Troisième         |
| 13 février 2011 | 500 m          | Marianne St-Gelais | Liu Qiuhong   | martina Valcepina |
| 12 février 2011 | 1 000 m        | Yang Shin-young    | Hwang Hyunsun | Li Jianrou        |
| 13 février 2011 | 1 000 m        | Katherine Reutter  | Hwang Hyunsun | Kim Dam Min       |
| 12 février 2011 | 1 500 m        | Katherine Reutter  | Cho Ha-ri     | Kim Dam Min       |
| 13 février 2011 | 3 000 m relais | Chine              | Canada        | Italie            |

#### DresdeAllemagne
| Date            | Distance       | Gagnant            | Second            | Troisième         |
| 19 février 2011 | 500 m          | Marianne St-Gelais | Qiuhong Liu       | Martina Valcepina |
| 20 février 2011 | 500 m          | Marianne St-Gelais | Martina Valcepina | Qiuhong Liu       |
| 20 février 2011 | 1 000 m        | Shin-young Yang    | Yui Sakai         | Marie-Eve Drolet  |
| 19 février 2011 | 1 500 m        | Shin-young Yang    | Marie-Eve Drolet  | Hwang Hyunsun     |
| 20 février 2011 | 3 000 m relais | États-Unis         | Corée du Sud      | Canada            |

## Classements finals

### Hommes
| Distance       | Gagnant            | Second            | Troisième      |
| 500 m          | Simon Cho          | Thibaut Fauconnet | Liang Wenhao   |
| 1 000 m        | Thibaut Fauconnet  | Jinkyu Noh        | Travis Jayner  |
| 1 500 m        | Maxime Chataignier | Liu Xianwei       | Michael Gilday |
| 5 000 m relais | Canada             | Corée du Sud      | Pays-Bas       |

### Femmes
| Distance       | Gagnante           | Seconde         | Troisième   |
| 500 m          | Marianne St-Gelais | Qiuhong Liu     | Nannan Zhao |
| 1 000 m        | Katherine Reutter  | Shin-young Yang | Zhou Yang   |
| 1 500 m        | Katherine Reutter  | Zhou Yang       | Cho Ha-ri   |
| 3 000 m relais | Chine              | Canada          | États-Unis  |